# Frédéric-Ernest de Lippe-Alverdissen
Frédéric-Ernest de Schaumburg-Lippe-Alverdissen (Alverdissen, 1694 - Bruchhof, 1749) est comte de Lippe-Alverdissen.

## Biographie
Né à Alverdissen, Frédéric-Ernest est le fils du comte Philippe-Ernest de Lippe-Alverdissen (1659-1723) et de son épouse, la duchesse Dorothée-Amélie de Schleswig-Holstein-Sonderbourg-Beck (1656-1739).
Il succède à son père comme comte de Lippe-Alverdissen en 1723 et gouverne le comté jusqu'à sa mort, en 1749, où il est remplacé par son fils unique, Philippe II de Schaumbourg-Lippe.
Frédéric-Ernest, épouse Élisabeth-Philippine de Friesenhausen (née en 1696), par laquelle il a un fils : Philippe II de Schaumbourg-Lippe (1723-1787), comte de Lippe-Alverdissen et de Schaumbourg-Lippe.